# هگزاهیدروکسی‌دی‌فنیک اسید
هگزاهیدروکسی‌دی‌فنیک اسید (به انگلیسی: Hexahydroxydiphenic acid) با فرمول شیمیایی C۱۴H۱۰O۱۰ یک ترکیب شیمیایی با شناسه پاب‌کم ۲۵۲۰۳۸۸۶ است. که جرم مولی آن ۳۳۸٫۲۲ g/mol می‌باشد.